# Weitersfelden
Weitersfelden ist eine Marktgemeinde in Oberösterreich im Bezirk Freistadt im Mühlviertel mit 1021 Einwohnern (Stand 1. Jänner 2025).

## Geografie

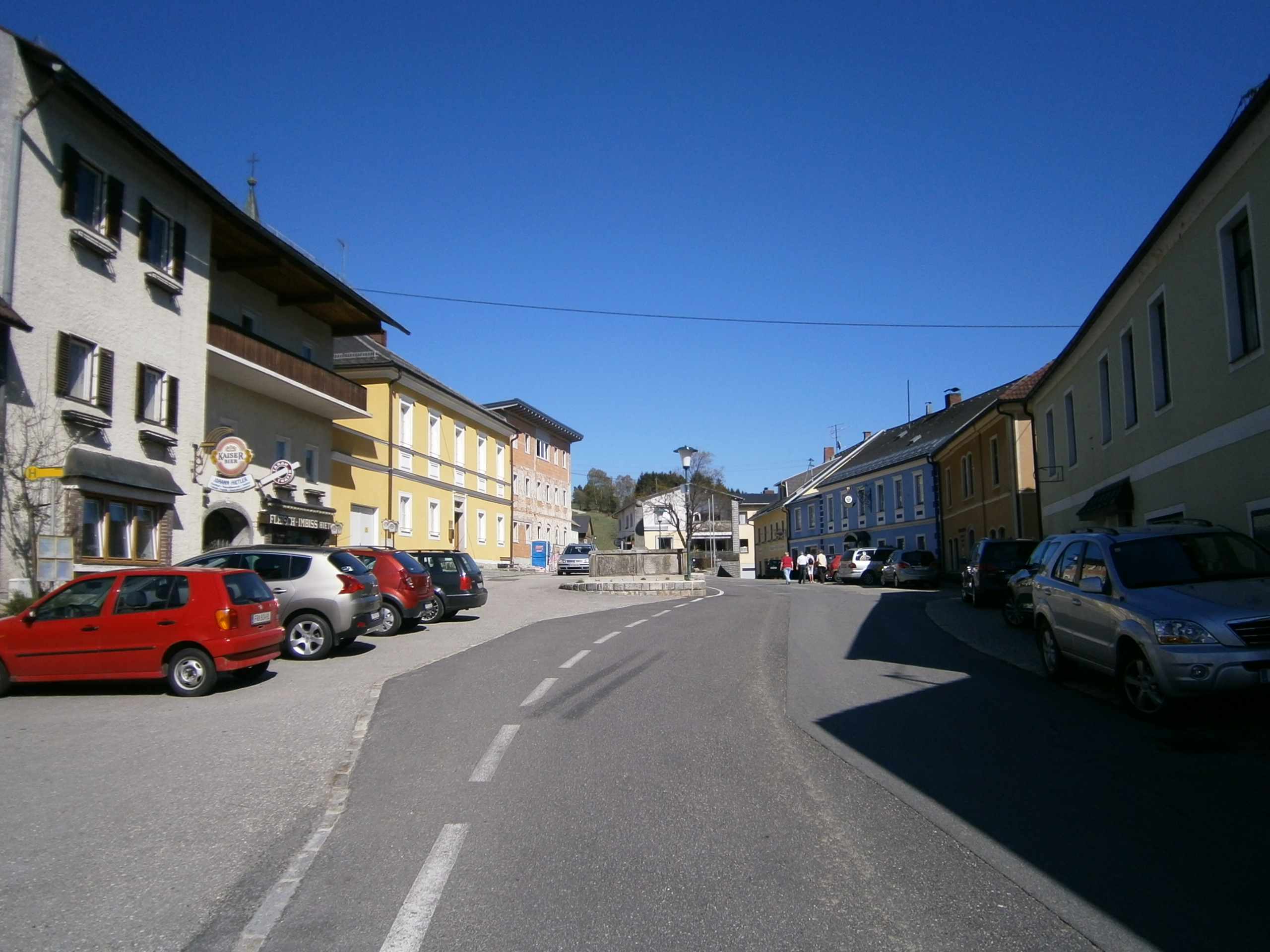
Ortszentrum

Der Ort Weitersfelden liegt auf 733 Meter Seehöhe im Mühlviertel am Fuße des Haiderberges (930 m ü. A.). Die höchsten Erhebungen im Gemeindegebiet sind der Schwarzberg mit 996 m ü. A. und der Kammererberg mit 980 m ü. A.. Das größte Gewässer ist die Waldaist, die das Gebiet nach Süden entwässert.
Die Ausdehnung beträgt von Nord nach Süd 8,4 Kilometer und von West nach Ost 10,1 km. Die Gesamtfläche beträgt 43,70 Quadratkilometer. Rund 70 % der Fläche sind bewaldet, 27 % werden landwirtschaftlich genutzt.
Südlich des Siedlungsgebietes vereinigen sich die Schwarze Aist und die Weiße Aist zur Waldaist.

### Gemeindegliederung
Die Gemeinde besteht aus den Katastralgemeinden Harrachstal und Weitersfelden.
Das Gemeindegebiet gliedert sich in folgende 16 Ortschaften (in Klammern Einwohnerzahl Stand 1. Jänner 2025):
- Eipoldschlag (45)
- Haid (19)
- Harrachstal (71) samt Spinnstock
- Knaußer (47)
- Markersdorf (26)
- Nadelbach (118)
- Rabenberg (13)
- Reitern (30)
- Ritzenedt (56)
- Saghammer (14)
- Straßreit (7)
- Stumberg (48) samt Kühberg
- Waldfeld (38)
- Weitersfelden (354)
- Wienau (68) samt Schützenschlag
- Windgföll (67) samt Katzenschlag

Die Gemeinde gehört zum Gerichtsbezirk Freistadt.

### Nachbargemeinden
| Sandl        | Sandl                                       | Liebenau   |
| St. Oswald   | Kompassrose, die auf Nachbargemeinden zeigt | Liebenau   |
| St. Leonhard |                                             | Kaltenberg |

## Geschichte

### Ortsgeschichte
Im Ortsteil Windgföll wurde ein steinzeitlicher Einzelfund gemacht, das sogenannte Windgföller-Steinbeil. Das ist das erste bekannte Zeichen einer Besiedelung im Raum Weitersfelden. Das Steinbeil aus der Jungsteinzeit hat der Bauer Dworschak unterhalb seines Hofes in Windgföll 1 gefunden. Es dürfte von einem durchziehenden Jäger stammen. Univ.-Prof. Zinnhobler, Prof. Höllhuber und Konsulent OSR Riepl sind sich einig, dass man daraus keine Besiedlungsgeschichte ableiten kann. Bei wissenschaftlichen Grabungen wurden Bodenfunde (Keramik, Griffangelmesser) am Windgföller Hausberg gefunden und um 1250 datiert. Dies sind die ersten ernstzunehmenden Hinweise auf eine Besiedlung in Weitersfelden, das damals im sogenannten Regensburger Luß lag.
Die erste Erwähnung des Ortsnamens wird mit den Jahreszahlen 1142, 1230, 1269, 1335, 1337 und 1341 in Verbindung gebracht, der Name des Ortes wurde in diesen Jahren jedoch nicht genannt. Eine eigene Kirche wird bereits um 1300 vermutet. Erst von 1352 ist ein Dokument erhalten, als Ulrich von Kapellen den Wallseern das Waldamt Weitersfelden um 3600 Pfund Pfenninge abkaufte. Ein Jahr später erwarb er auch das freie Eigen Weitersfelden, dies verdeutlicht, dass hier bereits längere Zeit eine Ansiedlung bestand. Im Kaufvertrag vom 25. Juli 1353 ist bereits das Kirchenlehen erwähnt: „…kaufte das Gut zu Waydersfelden, das freyes Aigen ist mit allem was dazugehört, es sey Kirchenlehen, Urar, das Verlehnd-Gut, Wälder, Forst, Wißmath, Fischwayd, Gericht und Vogthey etc…“ Univ.-Prof. Zinnhobler und Kons. OSR Ludwig Riepl glaubten nie an die Gründungstheorie über die Urpfarren Gutau bzw. Naarn. Sie fanden bei ihren Forschungsarbeiten klare Bestätigungen, dass Weitersfelden immer eine Eigenkirche der Herrschaft Reichenstein war. Die Lohstorfer Matrikeln, das älteste erhaltene Verzeichnis der Pfründe des ehemaligen Großbistums Passau, reiht Weitersfelden bereits als Vollpfarre ein. Eine Vollpfarre hatte vier Merkmale: Eine eigene Kirche, einen eigenen Seelsorger, einen eigenen Pfarrsprengel (mit Tauf-, Begräbnisrecht, Zehenteinnahmen) und eine rechtliche Unabhängigkeit von einer anderen Pfarre.
Das Gebiet der heutigen Gemeinde gehörte früher mehreren Grundherrschaften. Die Weiße Aist bildete die Grenze zwischen der Herrschaft Reichenstein und der Herrschaft Ruttenstein. Die von der Aist östlich gelegenen Häuser gehörten zu Ruttenstein, somit gehörte der größte Teil des heutigen Gemeindegebiets als Waldamt Weitersfelden zwischen 1230 und 1320 zu Reichenstein. Danach gehörte das Gebiet den Wallseern (1352–1406), unter den Kapellern (1407–1567) wurden große Teile des Waldes gerodet. Die Lichtensteiner (1567–1632) folgten den Kapellern als Herrscher, bevor die steirischen Freiherren von Haym (1632–1729) die Grundherren wurden. Seit 1490 wird es dem Fürstentum 'Österreich ob der Enns' zugerechnet.
Ritter Christoph von Haym war ein strenger Untertanenherr und sein harter Umgang führte zum Reichensteiner Robotaufstand, an dem auch Bauern aus Weitersfelden beteiligt waren. Christoph Haym baute das Schloss Reichenstein zu einem prächtigen Renaissance-Gebäude um, die höheren Robots zur Finanzierung führten zu dem Aufstand. Der Weitersfeldner Pfarrer Koloman Kühenringer und der Robischbauer waren Rädelsführer des Robotaufstandes. Als Warnung stellte Christoph Haym in Sichtweite des Robischbauernhofes ein Hochgericht auf, obwohl er keine Blutsgerichtsbarkeit besaß. Trotz mehrmaliger Aufforderung der zuständigen Herrschaft Freistadt weigerten sich Haym und später dessen Sohn, den Galgen zu entfernen. Der Galgen ist aus zwei Steinsäulen gemauert, die auch heute noch besichtigt werden können. Der Weitersfeldner Galgen gilt heute als die besterhaltene Hochgerichtsstätte in Oberösterreich. Im Jahr 1571 wurde Christoph Haym aus dem Hinterhalt erschossen.
Im Jahr 1616 ging die Herrschaft mittels Heirat auf das Geschlecht Sprinzenstein über. Der von Haym zwischen 1568 und 1570 auf dem Marktplatz errichtete Holzpranger wurde im Jahre 1648 durch einen schön verzierten Steinpranger aus Granit ersetzt. Dieser Prangerstein ist mit Symbolen aus der Rechtskunde reich verziert und gilt als besonders erhaltenswertes Rechtsdenkmal in Österreich. Wilhelm Brachmann ließ eine Ergänzung der Spitze des Prangersteines vornehmen, da der Pranger in der Zwischenkriegszeit einige Jahrzehnte lang als Steinsockel für ein Wegkreuz verwendet wurde.
1630 erfolgte die Errichtung einer Schule im Ort Weitersfelden. Franz Ferdinand Otto von Sprinzenstein gründete um 1700 im heutigen Harrachstal das herrschaftliche Amt Sprinzenthal samt Verwaltung und Schloss (1716 erbaut, heute Wohnhaus). Der unternehmungslustige Sprinzenstein baute auch eine Brauerei, eine Papierfabrik und eine Bäckerei. Am Spinnstock sollte eine Wollspinnerei entstehen. 1729 folgte der Verkauf des Waldamts Weitersfelden an Johann Georg Adam von Hoheneck. Dieser verlieh dem Markt Weitersfelden weitreichende Marktrechte und benannte Sprinzenthal in Brixenthal um. 1769 wurde die Herrschaft Brixenthal an Ferdinand von Harrach verkauft, der 1770 die Herrschaft in Harrachstal umbenannte. Die Schlossschule Harrachstal blieb auch nach Auflösung der Grundherrschaft bestehen. Vom berühmten Dichter und Landesschulinspektor Adalbert Stifter ist ein ausführliches Inspektionsprotokoll von der Schule in Harrachstal erhalten.
Das Landgericht Harrachstal umfasst damals die Pfarren Sandl, Weitersfelden, St. Leonhard, Liebenau und Windhaag. 1777 heiratete Rosa, die Tochter des Grafen Harrach, den Fürsten Kinsky. So kam der ganze Besitz an die Herrschaft Kinsky und wurde auch als Herrschaft Rosenhof bezeichnet. Seit 1848 wird der Besitz als Forstamt Rosenhof von der Familie Kinsky weitergeführt, die auch das Patronat über die Pfarrkirche innehat. Die heutige Katastralgemeinde Harrachstal erinnert an die ehemaligen herrschaftlichen Ämter. 1849 wurde das Landgericht Harrachstal aufgelassen. Im Haus Weitersfelden 39 wurde für die neu entstandenen Gemeinden Weitersfelden, Sandl, St. Leonhard und Liebenau ein Polizeiposten mit Gendarmen errichtet. Das Gefängnisgewölbe im Keller ist heute noch erhalten und gegen Voranmeldung zu besuchen. Das Gericht wurde an das neu gegründete Bezirksgericht Unterweißenbach verlegt, wo auch die Grundbücher des ehemaligen Landgerichtes Harrachstal weitergeführt wurden.
Alle drei großen Marktbrände (1706, 1784 und 1853) beschädigten große Teile des Ortes und der Kirche. Während der Napoleonischen Kriege war der Ort mehrfach besetzt. Seit 1918 gehört der Ort zum Bundesland Oberösterreich. Nach dem Anschluss Österreichs an das Deutsche Reich am 13. März 1938 gehörte der Ort zum Reichsgau Oberdonau. Nach 1945 lag Weitersfelden in der sowjetischen Besatzungszone und seit 1955 (Ende der Besatzungszeit) wurde die Infrastruktur ausgebaut und verbessert. Die Gemeinde gehörte bis Ende 2002 zum Gerichtsbezirk Unterweißenbach und wurde per 1. Jänner 2003 dem Gerichtsbezirk Freistadt zugeteilt.
siehe auch → Schloss Harrachstal

### Bevölkerungsentwicklung
| Bevölkerungsentwicklung | Bevölkerungsentwicklung | Bevölkerungsentwicklung | Bevölkerungsentwicklung | Bevölkerungsentwicklung |
| Jahr                    | Einwohner               |                         | Jahr                    | Einwohner               |
| ----------------------- | ----------------------- | ----------------------- | ----------------------- | ----------------------- |
| 1869                    | 1.484                   |                         | 1951                    | 1.350                   |
| 1880                    | 1.518                   |                         | 1961                    | 1.368                   |
| 1890                    | 1.558                   |                         | 1971                    | 1.374                   |
| 1900                    | 1.446                   |                         | 1981                    | 1.284                   |
| 1910                    | 1.376                   |                         | 1991                    | 1.201                   |
| 1923                    | 1.386                   |                         | 2001                    | 1.137                   |
| 1934                    | 1.490                   |                         | 2011                    | 1.061                   |
| 1939                    | 1.368                   |                         | 2021                    | 1.057                   |

### Bevölkerungsstruktur
Im Jahr 1869 wohnten im Gemeindegebiet 1484 Menschen. Bis 1890 wuchs die Bevölkerung auf 1558 Einwohner an, der höchste Stand in der Geschichte. Bis 1971 nahm die Bevölkerung leicht ab, seit 1971 ist der Rückgang viel stärker, was vermutlich auf die dezentrale Lage zurückzuführen ist. Im Jahr 1991 hatte die Gemeinde 1201 Einwohner, bei der Volkszählung 2001 nur mehr 1137, was einem Rückgang von 5,6 % entspricht. Am 1. Jänner 2008 verzeichnete die Gemeinde 1084 Einwohner.
Bei der Volkszählung 2001 betrug der Anteil der Einwohner, die 60 Jahre und älter waren, 21,8 %; 20,4 % waren unter 15 Jahre alt. Der Anteil der weiblichen Bevölkerung lag bei 47,6 %.
Von den 905 Bewohnern Weitersfeldens, die 2001 über 15 Jahre alt waren, hatten 3,7 % eine Universität, Fachhochschule oder Akademie abgeschlossen. Weitere 8,1 % hatten eine Matura absolviert, 43,8 % hatten einen Lehrabschluss oder eine berufsbildende mittlere Schule besucht und 44,6 % aller Weitersfeldener hatten die Pflichtschule als höchsten Abschluss.

### Herkunft und Sprache
Der deutsche Dialekt, der im Raum Weitersfelden sowie in Oberösterreich allgemein gesprochen wird, ist das Mittelbairische. 99,9 % der Weitersfeldener gaben 2001 Deutsch als Umgangssprache an. Die restlichen 0,1 % sprachen tschechisch.
Der Anteil der Weitersfeldener mit ausländischer Staatsbürgerschaft lag 2001 mit 0,9 % weit unter dem Durchschnitt Oberösterreichs. Dabei hatten 0,8 % der Weitersfeldener Bevölkerung eine Staatsbürgerschaft aus Deutschland und 0,1 % entfielen auf Staatsbürger aus anderen Ländern. Insgesamt waren 2001 etwa 1,6 % der Weitersfeldener in einem anderen Land als in Österreich geboren.

## Kultur und Sehenswürdigkeiten

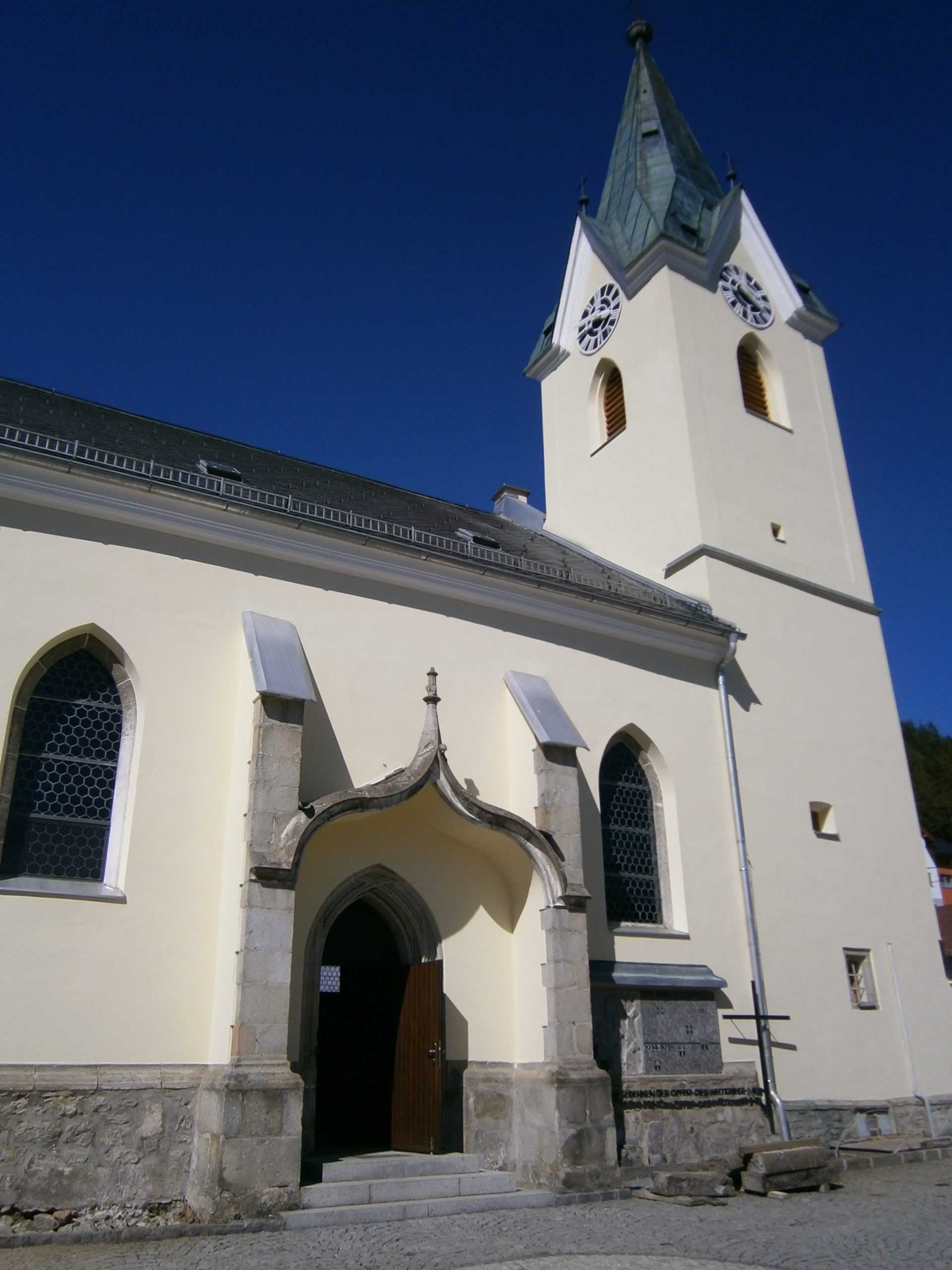
Pfarrkirche Weitersfelden

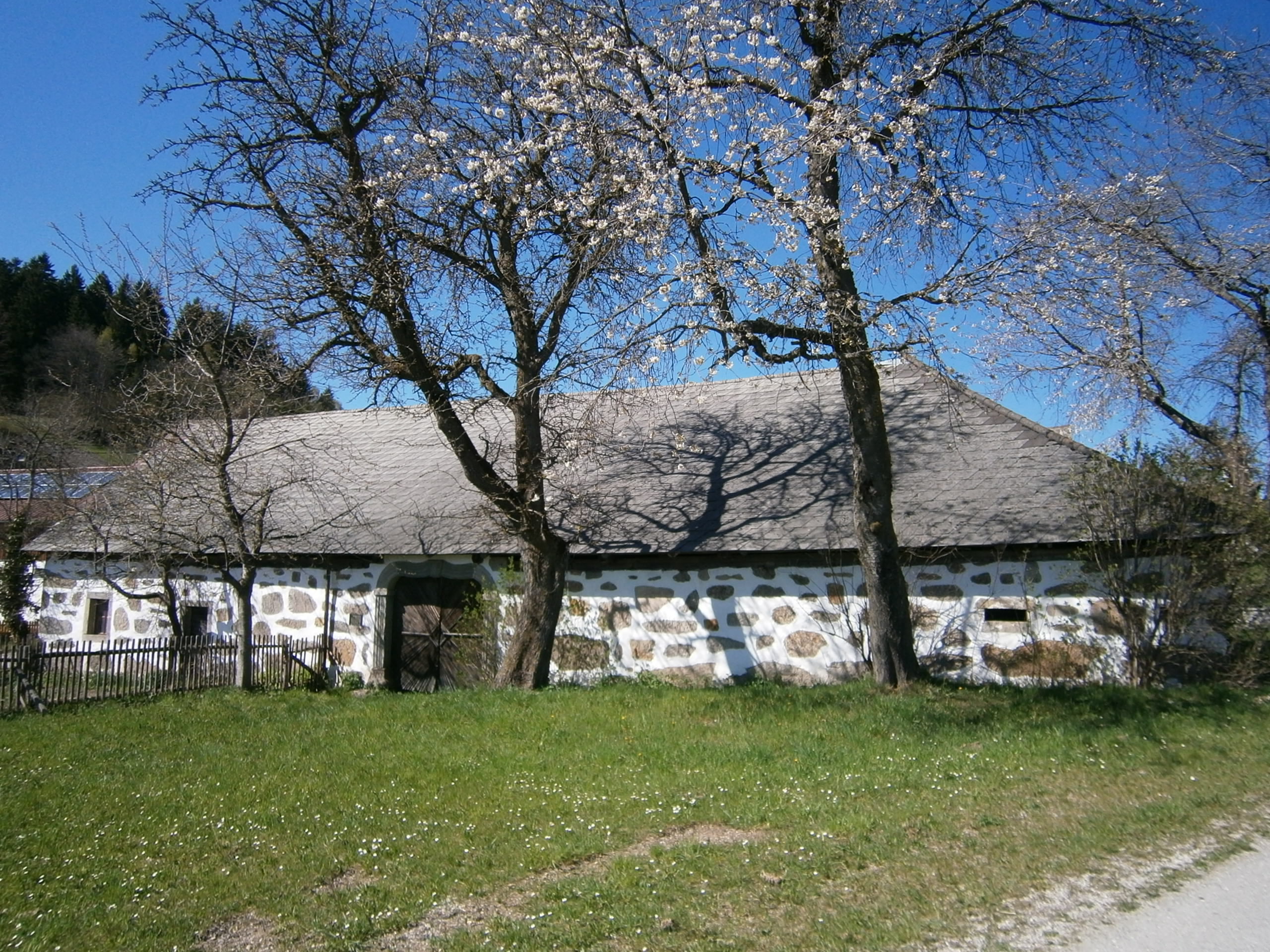
Hoisn-Hof

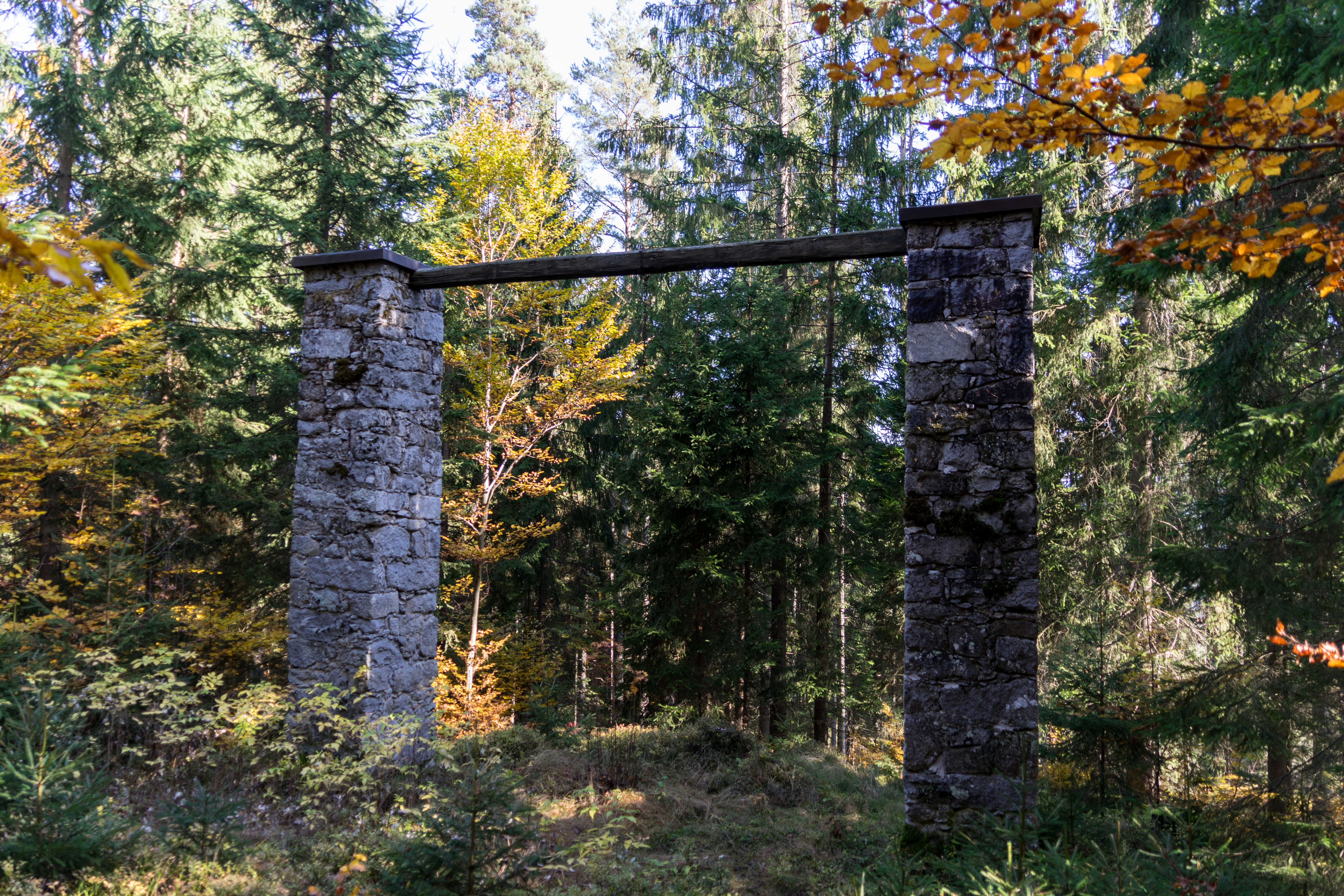
Weitersfeldner Galgen

- Katholische Pfarrkirche Weitersfelden hl. Ulrich
- Der Hoisn-Hof mit Steinkapelle in Wienau im Steinbloßstil mit bäuerlichen Steinmetzarbeiten
- Anfang 2006 wurde ein Mini-Fassldorf vom Verein Freunde des Aisttals errichtet (Park)
- Kammerer Kreuz, eine Kapelle im Steinbloß-Stil auf dem 980 Meter hohen Kammererberg
- Der Pranger mit symbolhaften Verzierungen
- Das Weihnachtsmuseum mit einer Sammlung von Christbaumschmuck aus der Zeit von 1800 bis 1960
- Der Wollness-Weg als Rundweg über 12 km hat Erlebnisstationen rund ums Wohlfühlen und führt zu 90 % auf Naturwegen

### Naturdenkmäler
Es finden sich in der Gemeinde Weitersfelden Lochsteine, Pechölsteine und Prellsteine. Zusätzlich gibt es Schüssel- oder Schalensteine auf Felsblöcken, die im Volksmund auch Opfersteine heißen. Aber auch Kopfwehsteine, „Durchschlief-Steine“ und Wackelsteine sind im Gemeindegebiet anzutreffen.

### Musik
- Musikkapelle
- Saitenmusi besteht aus fünf Musikern

### Regelmäßige Veranstaltungen
- Zwischenstromfestival
- Zwischenstromball
- Zwischenstromlounge
- Sunshine-Trophy
- Jugendball der katholischen Jugend
- Feuerwehrball der FF Weitersfelden und Wienau

## Wirtschaft und Infrastruktur
Weitersfelden ist Mitglied des Verbandes für Regional- und Tourismusentwicklung Mühlviertler Alm.

### Bildung
- Kindergarten der Pfarr-Caritas
- Volksschule
- Bücherei

Die Schule Weitersfelden hat auch in der Kulturszene des Ortes einen hohen Stellenwert. Seit vier Jahrzehnten führen die Kinder unter Leitung von Ludwig Riepl und dem Religionslehrer Andreas Becherer am Heiligen Abend ein Hirtenspiel im Rahmen der Kindermette auf.

### Verkehr
Das Gemeindegebiet von Weitersfelden wird von der Nordwaldkamm-Landesstraße (L 579) in südöstlicher Richtung durchquert. In diese Straße münden aus nördlicher Richtung die Harrachstaler Bezirksstraße (L 1444) und die Knausserer Bezirksstraße (L 1445) und von südlicher Richtung die Gutauer Bezirksstraße (L 1472) ein. Im Süden führt der überregionale Wander- und Pilgerweg Johannesweg durch das Gemeindegebiet.

### Öffentliche Einrichtungen
- Im Gemeindegebiet existieren drei Freiwillige Feuerwehren (FF):
  - FF Weitersfelden
  - FF Harrachsthal
  - FF Wienau
- Allgemeinmediziner
- Polizei: Der zentralen Lage von Weitersfelden ist es zu verdanken, dass der Polizeiposten nicht wie die in den umliegenden Gemeinden von Schließungen betroffen war.

### Sport
- Union Weitersfelden
- Spielgemeinschaft Weitersfelden/Kaltenberg
- Tennis in Weitersfelden
- Sektion Volleyball: Seit 2002 wird in Weitersfelden vom Arbeitskreis Jugend das weit bekannte Beachvolleyballturnier „Sunshine-Trophy“ mit großem Erfolg veranstaltet. Auf der neuen Beach-Trendsportanlage mit drei Sandplätzen kämpfen bei diesem Turnier 32 Mannschaften um Turniersieg, Freistädter-Bier-Beachvolleyball-Bezirksmeisterschaften und um Raiffeisenbank-Mühlviertler-Alm-Cup. Nach mehr als 70 Matches steigt am Abend nach der Siegerehrung die legendäre Moonlight Beachparty.

## Politik

### Gemeinderat
Der Gemeinderat hat 13 Mitglieder.
- Nach den Gemeinderats- und Bürgermeisterwahlen in Oberösterreich hatte der Gemeinderat folgende Verteilungen:
  - 2003: 13 ÖVP und 6 SPÖ. (19 Mandate)
  - 2009: 14 ÖVP und 5 SPÖ. (19 Mandate)
  - 2015: 09 ÖVP und 4 SPÖ. (13 Mandate)
  - 2021: 10 ÖVP und 3 SPÖ (13 Mandate).[9][10]

Seit dem Jahr 1945 erreichte die ÖVP immer die absolute Mehrheit. Zweitstärkste Partei wurde immer die SPÖ.

### Bürgermeister
Bürgermeister seit 1850 waren:
- 1850–1861 Mathias Greisenegger
- 1861–1864 Johann Stichlberger
- 1864–1873 Karl Greisenegger
- 1873–1876 Georg Kohlberger
- 1876–1879 Michael Mairhofer
- 1879–1882 Sigmund Lehr
- 1882–1885 Franz Hietler
- 1885–1897 Ignaz Fegerl
- 1897–1910 Heinrich Reknagel
- 1911–1912 Kaspar Stiglhuber
- 1912–1919 Johann Leopoldseder
- 1919–1924 Heinrich Recknagl
- 1924–1930 Johann Hietler
- 1930–1938 Heinrich Recknagl
- 1938–1942 Franz Honeder
- 1942–1945 Alois Irrer
- 1945–1961 Josef Neulinger
- 1961–1967 Alois Hackl
- 1967–1973 Gert Götzl
- 1973–1979 Josef Himmelbauer
- 1979–1994 Josef Höller
- 1994–2008 Josef Mitmannsgruber (ÖVP)
- seit 2008 Franz Xaver Hölzl (ÖVP)

### Wappen
Das Gemeindewappen zeigt in Silber auf grünem Schildfuß einen roten, dreigeschoßigen Turm mit schwarz geöffneter Pforte, zwei schwarzen Fenstern im mittleren und zwei runden Schießlöchern im obersten Stockwerk sowie einer Wehr von drei Zinnen; rechts und links flankiert von je einem rotstämmigen, grün beblätterten Weidenbaum. Die Weidenbäume dienen der volkstümlichen Deutung des Ortsnamens. Jedoch kommt der Ortsname vom altdeutschen Waidher/ Weither, einem Personennamen.
Der Zeitpunkt der Verleihung des Gemeindewappens ist nicht bekannt. Das Wappen selbst wird schon länger verwendet und wurde auf einem Siegel aus dem 18. Jahrhundert nachgewiesen. Das Siegel befindet sich auf einer Rechnung aus dem Jahr 1836 und trägt die Umschrift SIG . MARCKH . WAIDERSFELTEN.

## Persönlichkeiten
- Pfarrer Froschauer (1809–1869), Pfarrer in St. Leonhard bei Freistadt
- LH-Stellvertreter ÖR Johann Plöchl
- Bezirkshauptmann a. D. HR Dr. Edmund Merl
- Ehrenbürger Dechant Ludwig Buchegger
- Ehrenbürger Obermed-Rat Dr. med. Anton Kammerer
- Ehrenbürgerin Konsulent SR Maria Kammerer
- Ehrenbürger OSR Dir. Hermann Mühlbachler
- Ehrenbürger Bürgermeister a. D. Josef Mitmannsgruber (seit 2009)
- Ehrenbürger Konsulent OSR Dir. Ludwig Riepl (seit 2014)
- Ehrenbürger Vize-Bürgermeister a. D. Gerhard Herzog (seit 2018)
- Ehrenbürgerin GV ÖFB-Obfrau Marietta Hackl (seit 2024)